# Ясион
Ясион в древногръцката митология е син на Електра и Зевс и брат на Дардан. Той основал мистичните ритуали на остров Самотраки.
Според някои митове е смъртен юноша, а според други древен критски бог на земеделието. Бил сразен с мълния от Зевс, заради любовта си към богинята на плодородието Деметра. След смъртта му, Деметра потънала в такава скръб, че отказала да дава урожай на земята. Тогава боговете разрешили на Ясион временно да излезе от Хадес и да се върне при Деметра на земята. Митът за Деметра (по своя произход – критски) е аналогичен с мита за похищението на Персефона. Скръбта на Деметра и връщането на Ясион символизират смяната на годишните времена. С Деметра е баща на Плутос.